# Japanski galeb
Japanski galeb (lat. Larus crassirostris) je galeb s obala istočne Azije. 

## Opis
Japanski galeb je srednje veličine (46 cm), s rasponom krila od 126 do 128 cm. Ima žute noge i crveno-crnu mrlju na kraju kljuna. Mužjaci i ženke imaju identično perje i osobine, iako su mužjaci veći od ženki. Potrebne su četiri godine da galeb dostigne puno odraslo perje. Kao što i samo ime govori, ima crni rep. Ptica ima glasanje slično mački, čemu duguje svoje japansko ime - umineko (海 猫, "morska mačka"), i korejsko ime - gwaeng-yi galeb, što znači "mačji" galeb. U Hachinoheu su jedan od 100 zvukova Japana.

## Rasprostranjenost i stanište
Ovaj galeb obitava na obalama Istočnokineskog mora, Japana, Mandžurije i Kurilskih otoka. Zalazi u Aljasku i Sjevernu Ameriku a pronađen je i na Filipinima.

### U Japanu
Ptica je česta u Japanu, gnijezdi se od Hokkaida do zapadnog dijela otoka Kyushu. Zbog ovih su ptica više puta odgođeni letovi u Zračnoj luci Haneda.
Ogroman broj japanskih galebova na okupu može se naći na Kabušimi, poluotoku (nekadašnjem otoku) u gradu Hachinoheu u Aomoti, Japan. Japanski galeb smatra glasnikom božice ribarstva. Godine 1269., ribari su podigli šintoističko svetište Kabušima. Svetište je od tada nekoliko puta obnavljano, a galebovi već preko 700 godina uživaju poštovanje, hranjenje i zaštitu lokalnog stanovništva. Kao rezultat toga, svakog se ljeta preko 40 000 japanskih galebova gnijezdi i podiže svoje mlade na tlu svetišta i okolnog otoka, koji je vlada Japana proglasila nacionalnim spomenikom prirode. Galebovi su vrlo pitomi i popularna su lokalna turistička atrakcija.
Oko 5000 ptica također se gnijezdi na Fumi-shimi u prefekturi Shimane blizu svetišta Izumo, a na otoku Teuri na Hokkaidu postoji velika kolonija.

### U Koreji
Vrsta je česta na obali Koreje i na raznim otocima. Na stijenama Liancourt nalazi se preko 20 000 japanskih galebova, a broj se povećava zbog odsutnosti grabežljivaca. Godine 2008. ptica je službeno izabrana za jednu od maskota stijena Liancourt. Otoci Nando i Hongdo, oba korejska spomenika prirode od 1982. godine, također su poznata kao mjesta razmnožavanja ovih galebova.

### U Sjevernoj Americi
Rijedak je posjetitelj Sjedinjenih Država, a primijećen je u listopadu 2005. u Burlingtonu u Vermontu. Vrsta je nekoliko puta primijećena u saveznoj državi Illinois.

## Ekologija
Japanski galeb hrani se uglavnom sitnom ribom, mekušcimma, ostacima rakova i strvinama. Studija koja je analizirala prepoznatljive dijelove ekskreta galeba u Koreji otkrila je da se 19,1% sastojalo od ostataka ribe, 3,3% rakova i 3,3% kopnenih insekata.
Ovi galebovi često prati brodove i komercijalne ribolovne flote. Također kradu hranu drugim morskim pticama. Gnijezdi se u kolonijama koje se stvaraju sredinom travnja. Po 2-3 jajašca polažu se početkom lipnja, a inkubacija traje približno 24 dana.
Japanski galebovi koriste se raznim glasovnim signalima, a poznato je da koriste više od 10 različitih zvukova za komunikaciju. Mladi mogu prepoznati svoje roditelje po njihovoj glasovnoj i vizualnoj stimulaciji između 10 i 15 dana nakon izlijeganja, a također mogu razlikovati braću i sestre. Signali za uzbunu signali su upozorenja koji upozoravaju na grabežljivce ili opasnost. Napadi na grabežljivce popraćeno su glasnim graktanjem. Kontaktni signali se koriste za komunikaciju unutar vrste. Najčešći je zvuk poput mačke ("mačji poziv") dio je kontaktnog poziva i često se koristi, kao kod povratka u gnijezdo nakon uzimanja hrane, izmjenjivanje uloge parenja i gniježđenja, briga o pomlatku, kolektivni let itd. U kontaktni poziv također su uključeni zvuk mladog galeba koji moli za hranu i zvuk ženke tijekom parenja.

## Slike
- japanski galeb s nezrelim perjem
- japanski galeb u zaljevu Tokio
- Japanski galeb u Hachinoheu
- japanski galebovi na ulazu u svetište Kabušima

## Vanjske poveznice
- japanski galebovi u Kabushimi - službena stranica (in Japanese)
- japanski galeb u Kaliforniji Informacije i fotografije galeba s crnim repom u Kaliforniji
- Video koji prikazuje galebove Kabushime
- Video koji prikazuje galebove Kabushime